# Peebles (Ohio)
Peebles è un comune degli Stati Uniti d'America, situato nello Stato dell'Ohio, nella contea di Adams.